# Нуждинов, Андрей Игоревич
Андрей Игоревич Нуждинов (род. 28 мая 1961 года) - советский и российский игрок в хоккей с мячом, российский тренер.

## Карьера
Воспитанник хоккейной школы московского «Динамо». В 1979-92 годах играл в высшей лиге в составе «Динамо».
В 1992 году выехал за границу.  В 1992-98 годах выступал за «Але-Сурте» (Сурте, Швеция). Сезон 1998/99 провёл в «Реди» (Осло, Норвегия). В 1999-2001 годах выступал за «Каликс» (Каликс, Швеция).

## Достижения
Серебряный  призер чемпионатов СССР - 1984, 1987, 1988.
 Бронзовый призер чемпионатов СССР - 1986, 1991.
Обладатель Кубка СССР - 1987.
Финалист Кубка СССР - 1988, 1989, 1991.
Включается в символическую сборную сезона - 1988
 Серебряный призер чемпионата Норвегии - 1999

## Тренерская карьера
2001-2005 – главный тренер «Каликса» (Каликс, Швеция)
2005/2006 – главный тренер «Зоркого» (Красногорск)
2006/2007 – главный тренер «Каликса» (Каликс, Швеция)
2007 (апрель)-2008 (апрель) – главный тренер «Динамо» (Москва)
2008/2009– главный тренер «Каликса» (Каликс, Швеция)

## Достижения тренера
Под руководством Нуждинова А.И. московское «Динамо» стало чемпионом России 2007/2008 годов, обладателем Кубка Мира 2007 года, финалистом Кубка европейских чемпионов 2007 года.